# Castle Ashby House

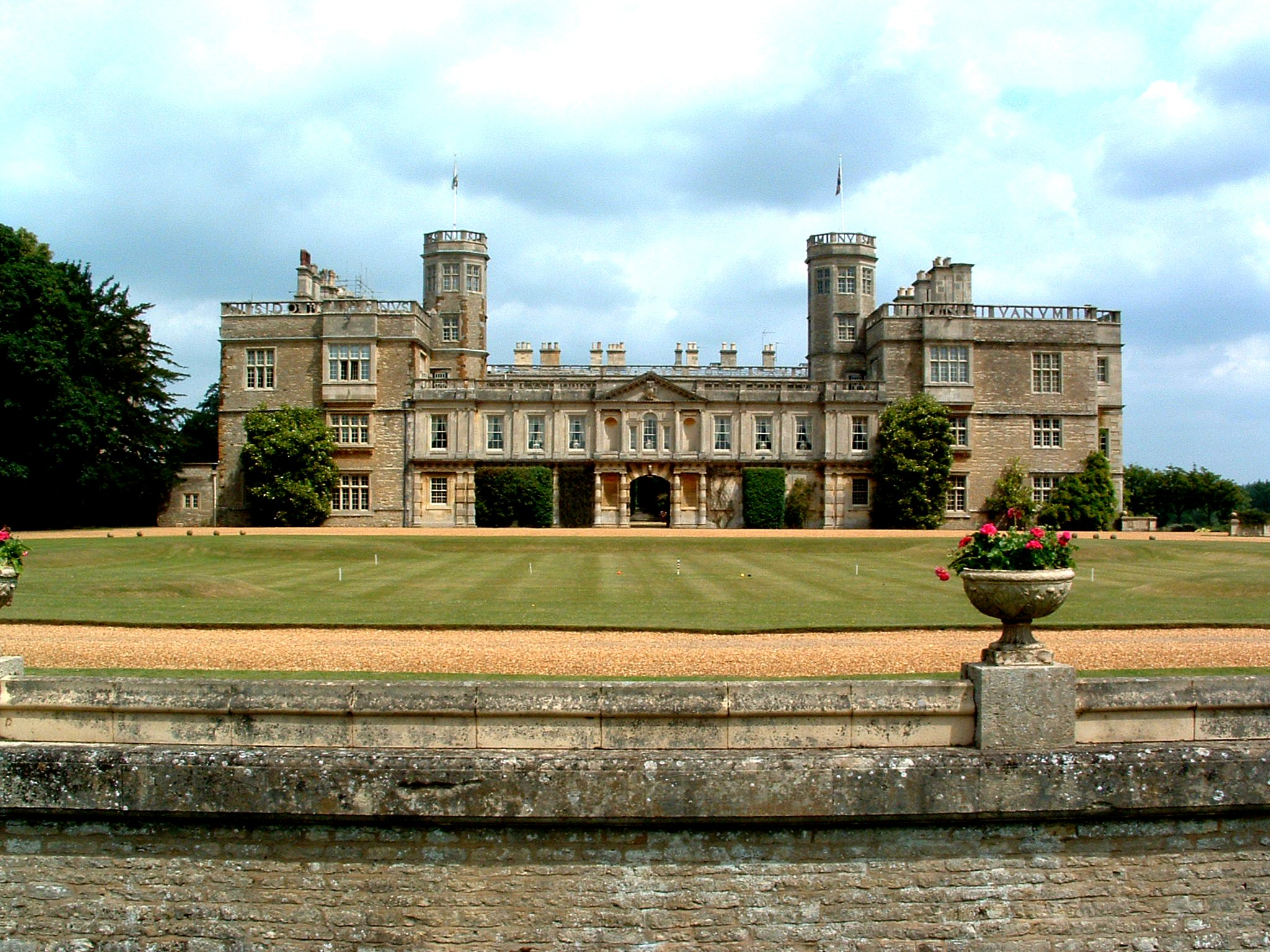
Castle Ashby House

Castle Ashby House ist ein Landhaus beim Dorf Castle Ashby in der englischen Grafschaft Northamptonshire. Es ist einer der Sitze des Marquess of Northampton.

## Geschichte, Architektur und Einbauten
Die originale Burg entstand 1306 aus einem Herrenhaus, als Walter Langton, Bischof von Coventry, die Erlaubnis erhielt, sein Herrenhaus zu befestigen. Sir Gerard Braybroke stammte vom Herrenhaus in Castle Ashby.
Den Bau des bis heute erhaltenen Castle Ashby House begann Henry Crompton, 1. Baron Crompton 1574 und sein Sohn, der zum Earl of Northampton erhoben wurde, setzte ihn fort. Königin Elisabeth I. war erstmals im Jahre 1600 zu Gast. Wie andere Häuser aus dieser Zeit war das Landhaus in einem E-förmigen Grundriss erstellt, wobei ein tiefer Torbau in der Mitte und eine Treppenflucht den mittleren Strich des E bildeten. Damit wurde der Krönung Elisabeths I. gehuldigt. Als König Jakob I. und seine Königin erstmals 1605 zu Besuch in Castle Ashby weilten, wird das Haus als „Lord Cromptons prinzliches Herrenhaus“ beschrieben und in den Haushaltsaufzeichnungen findet man, dass damals 83 Hausangestellte, vier Kapläne, drei Musikanten und ein Gärtner dort beschäftigt waren.
Die Schrift an der Steinbrüstung um die Traufe des Hauses stammt von 1624. Dort steht in Latein:
NISI DOMINUS CUSTOS CUSTODIVERIT DOMUM FRUSTRA

VIGILAT QUI CUSTODIT EAM: NISI DOMINUS AEDIFICAVERIT

DOMUM IN VANUM LABORAVERUNT QUI AEDIFICANT EAM
Den Worten liegt der 127. Psalm zugrunde: „Wenn nicht Gott das Haus baut, arbeiten sie aber vergebens, sie, die es bauen; wenn nicht Gott das Haus hält, wacht der Wachmann aber vergebens“.
1635 wurde ein ehrgeiziger klassizistischer Schirm an der offenen Südseite des Hofes hinzugefügt, vermutlich, um eine direkte Verbindung zwischen den beiden Flügeln zu schaffen. Sein Stil weicht so weit von den palladianistischen Regeln ab, dass es unwahrscheinlich erscheint, dass Inigo Jones ihn entworfen hat. Howard Colvin meint, das seine Zahlung von £ 8 an „Cartor Surveyor“ von den Konten des Earls im September 1631 sich auf Edward Carter beziehen könnte, der Jones’ Assistant beim Bau der St Paul’s Cathedral 1633–1641 war. Die Arbeiten in Castle Ashby machten nur solange Fortschritte, bis der Architekt Colen Campbell sie einstellte. Er sagte: „Der englische Bürgerkrieg lässt alle Gewerke aufhören.“

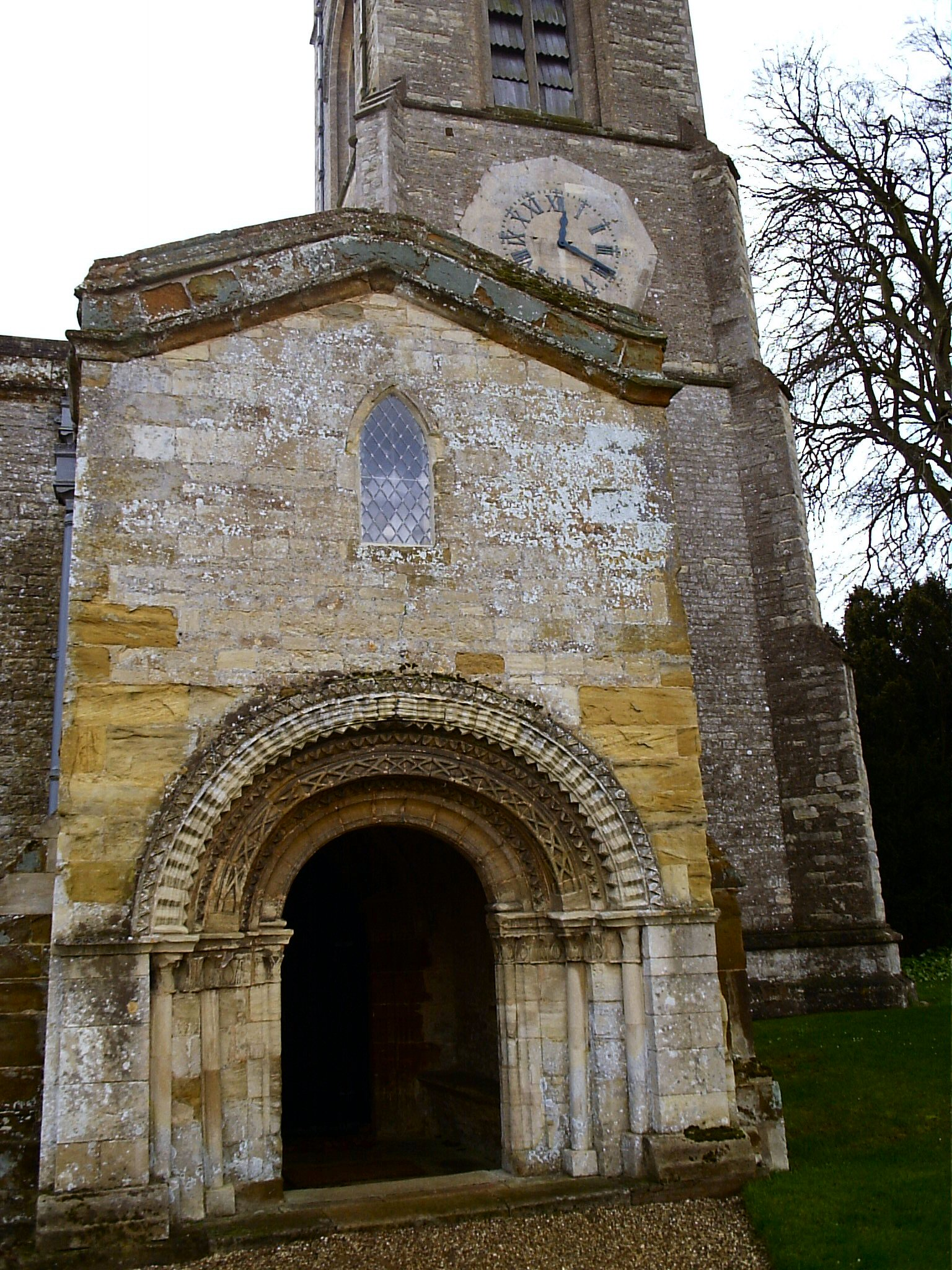
Parvis von Castle Ashby

Während die Familie abwesend war, um für die royalistische Sache im Bürgerkrieg zu kämpfen, wurde der Ostflügel des Hauses angezündet und erlitt großen Schaden. Eine Sage erzählt, dass eine alte Frau, die Elspeth genannt wurde und im Parvis am Nordeingang zur Kirche wohnte, den Brand als erste bemerkte und das Dorf in Alarm setzte, damit der Reste des Hauses gerettet werden konnte. Die Spuren der Flammen kann man noch heute deutlich an den Fensterstürzen sehen. Die Roundheads plünderten die Innenräume des Hauses und das Anwesen stark beschädigt.
Im Oktober 1695 besuchte König Wilhelm III. das Haus und führte die holländische Art, Avenues anzulegen, ein. So gewann das Haus nicht nur an Bedeutung, sondern die Ausblicke aus den Fenstern wurden auch verschönert. Innerhalb eines Monats nach dem Besuch ließ Lord Northampton vier Avenues anlegen, von jeder Seite des Hauses eine ausgehend. Es dauerte 25 Jahre, bis die Pflanzen die gewünschte Höhe erreicht hatten.
In Folge der „Zurück-zur-Natur“-Philosophie von Capability Brown 35 Jahre später blieben nur zwei dieser Avenues bis heute erhalten. Brown, der Architekt und Landschaftsgärtner, wurde 1760 beauftragt. Er „veränderte“ nicht nur die Avenues in kleine Baumgruppen und beseitigte die elisabethanischen Gärten, sondern vergrößerte auch die Teiche, die man vom ´Haus aus überblicken konnte, zu Zierseen, schuf einen Ha-Ha um den Park und ließ den Milchraum und den Tempel an die Menagerie anbauen. In den Jahren 1771 bis 1774 wurde der Rittersaal von John Johnson für den 9. Earl umgebaut.

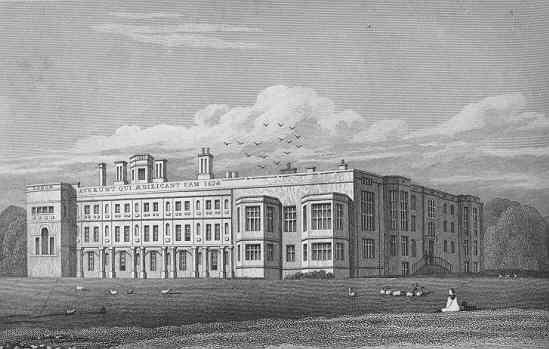
Castle Ashby (Ostfassade) in Jones’ Views of the Seats of Noblemen and Gentlemen (1819)

Erst in den 1860er-Jahren wurden weitere wesentliche Änderungen am Haus durchgeführt, als Charles Douglas Compton, 3. Marquess of Northampton, und seine Frau den Architekten Matthew Digby Wyatt beauftragten, zahlreiche Änderungen im Inneren des Hauses durchzuführen. Die meisten davon wurden von späteren Generationen wieder zurückgenommen, da sie sie als hässlich empfanden. Zu dieser Zeit wurden die Terrassen um das Haus mit ihren Terrakotta-Balustraden angebaut und die italienischen „Golden Gates“ an der Vordereinfahrt wurden an Pfeilern aufgehängt, die Wyatt selbst entworfen hatte. Leider starb Lady Northampton an Tuberkulose, bevor alle Änderungen durchgeführt waren, was die leidvolle lateinische Inschrift in Terrakotta neben der Kirche veranlasste. Dort steht sinngemäß: „An Theodosia, die süßeste aller Frauen (…) Begonnen in der Hoffnung, geendet in Trauer.“

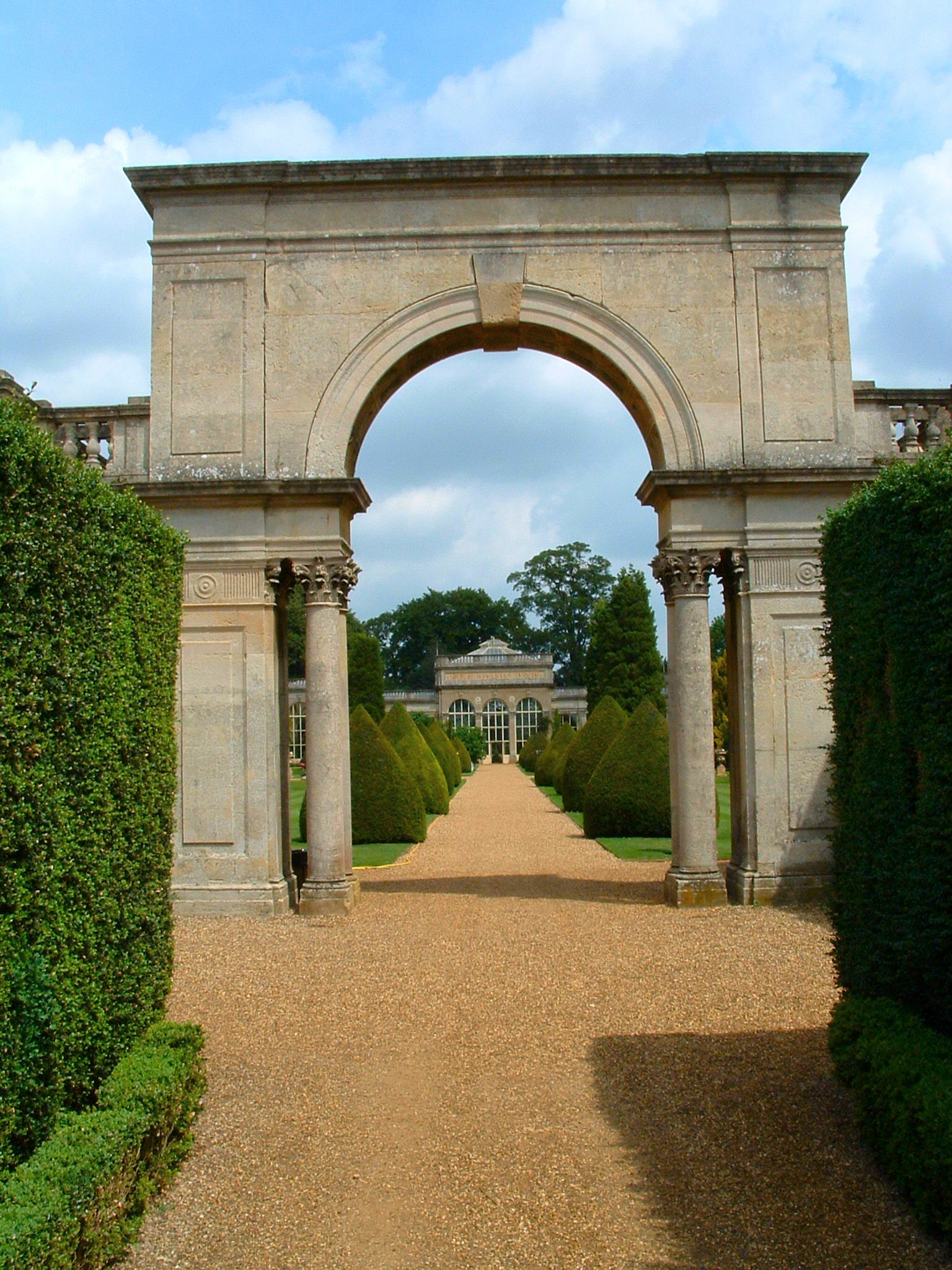
Orangerie im formellen Garten

1867 wurde der Architekt Edward William Godwin beauftragt, weitere Arbeiten durchzuführen. So wurden die Italianate-Orangerie und die Birmingham Show Houses nach seinen Entwürfen gebaut. Der alte Küchengarten dazwischen wurde auch in einen italienischen Garten mit geformten Beeten, die durch Buchseinfassungen geteilt wurden, umgestaltet und der riesige Küchengarten daneben wurden eingefriedet. Lodges entstanden Richtung Bahnhof und an der Einfahrt zur Avenue von der Northampton Road aus. Das letztgenannte Paar Lodges wurde allerdings bereits 1869, ein Jahr nach ihrer Errichtung, wieder abgerissen, weil sie zu nahe aneinander lagen, und sofort in der heutigen Position wieder aufgebaut.
Noch später, in der Zeit des 4. Marquess (1877–1897) wurden die Lange Galerie, der Rittersaal, das Billardzimmer und die Kapelle grundlegend umgestaltet. Die Pläne für die Umgestaltung der Langen Galerie wurden von William Burges gezeichnet, aber sie wurden so nicht ausgeführt, sondern Thomas Graham Jackson damit beauftragt.

## Ländereien

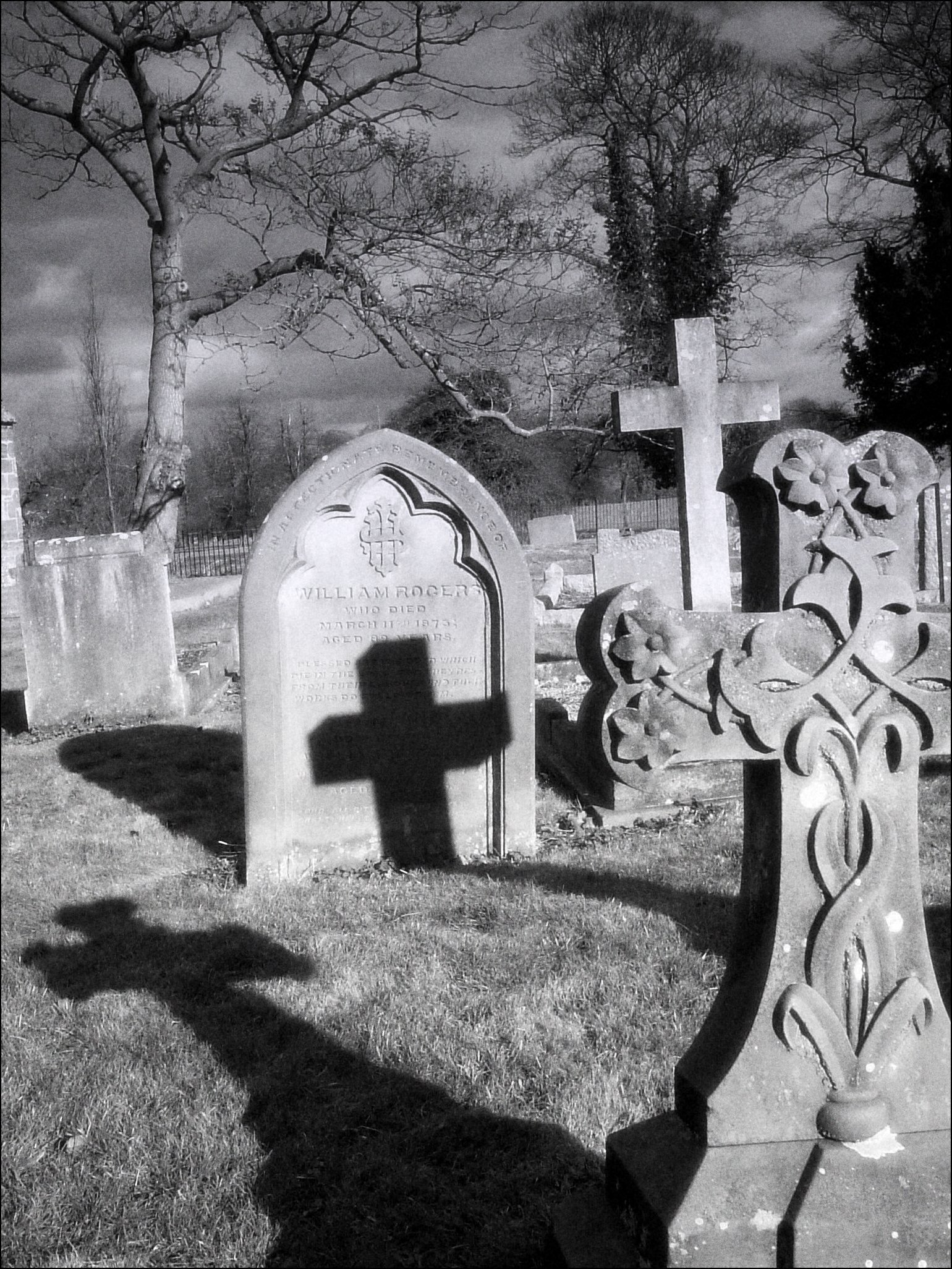
Friedhof von Castle Ashby

- Das Haus ist heute ein untergeordnetes Herrenhaus; Compton Wynyates ist der Hauptsitz der Familie. Castle Ashby wird heute vom Erben der Ländereien, Daniel Bingham Compton, Earl Compton, genutzt.
- Die Ländereien von Castle Ashby, die heute von Lord Compton verwaltet werden zählen zu den größten in der Gegend. Sie umfassen Grundstücke in vielen benachbarten Dörfern, wie Grendon, Denton und Yardley Hastings.
- Zu den Ländereien gehört auch ein schönes Cricketfeld vor dem Herrenhaus und ein 1,6 km langer Fahrweg.
- Das Gelände ist jeden Tag öffentlich zugänglich. Nicht so das Haus, für das aber Besichtigungstermine vereinbart werden können.
- Auf dem Gelände fand von 1984 bis 1992 jedes Jahr das Greenbelt-Festival christlicher Musik statt.
- Im Juli 2000 gab Elton John zwei Open-Air-Konzerte auf dem Gelände vor dem Herrenhaus.
- Die örtliche Theatergruppe The Parish Players, deren Mitglieder aus einigen der benachbarten Dörfer kommen, führt regelmäßig Stücke im Herrenhaus auf, eine Tradition, die nun schon einige Jahre besteht.